# Faro de Cudillero
El faro de Cudillero (en asturiano, Faru de Cuideiru) se encuentra situado en la localidad de Cudillero, Principado de Asturias (España), en la Punta Roballera, en la margen oriental de la entrada del puerto. Su titularidad está adscrita a la Autoridad Portuaria de Avilés.

## Historia

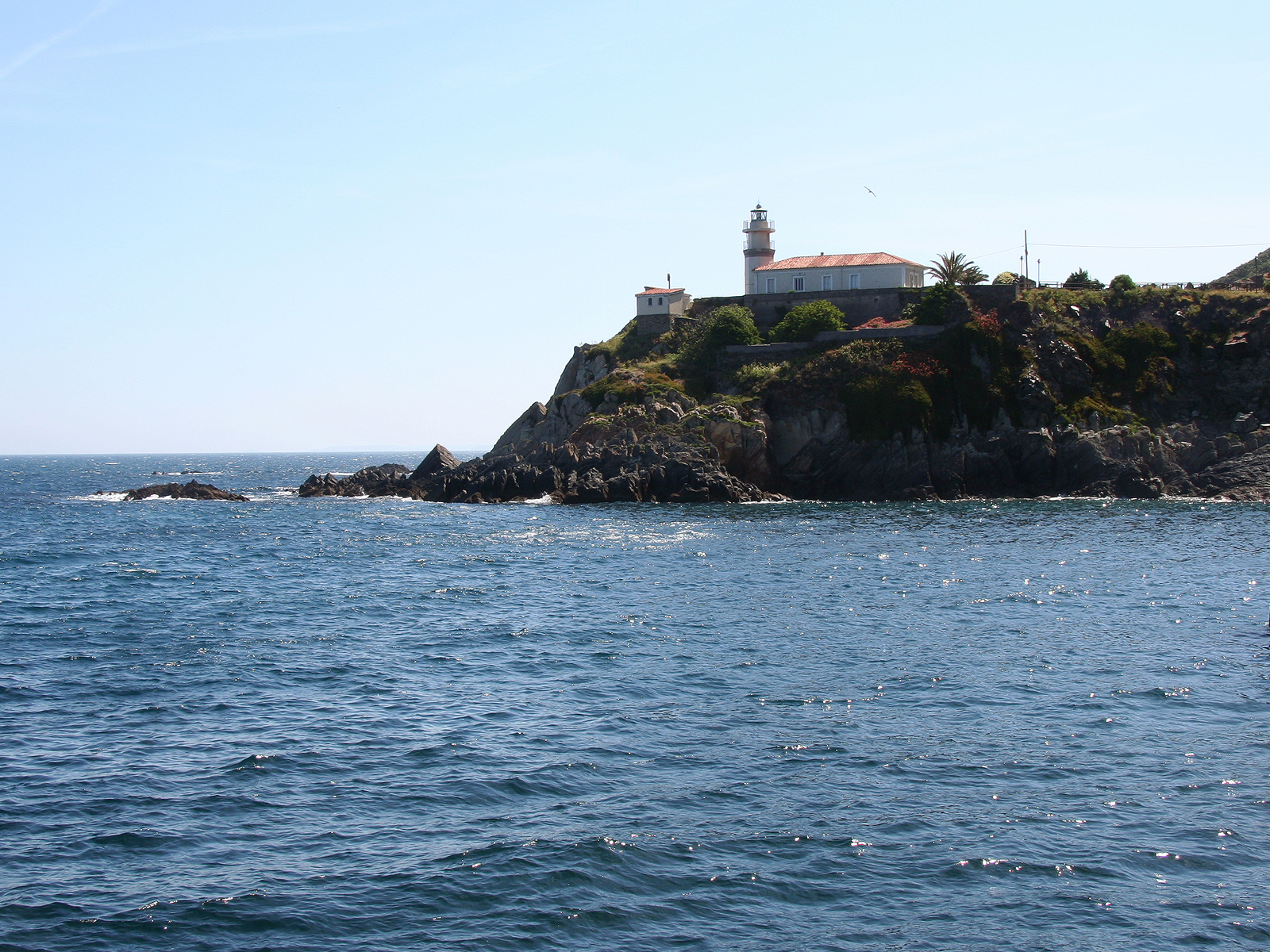
Faro de Cudillero.

Inaugurado en 1858, sustituyó al antiguo sistema de señalización, que consistía en la utilización de hogueras encendidas por las mujeres de los pescadores. Fue electrificado en 1930. En 1945 se instaló una sirena,que emite la letra "D" en clave Morse, ya que la letra "C", que sería la lógica, ya era utilizada por el faro de Candás.